# Carl Theodor Setterberg
Carl Theodor Setterberg (* 30. April 1853 in Hjerpås, Skaraborgs län, Schweden; † 7. April 1941 in Stockholm, Schweden) war ein schwedischer Chemiker und Apotheker.
Setterberg studierte am Pharmazeutischen Institut (Farmaceutiska institutet) in Stockholm und legte 1876 sein Apothekerexamen ab. 1879 bis 1881 studierte er an den Universitäten Bonn und Heidelberg (bei Robert Wilhelm Bunsen) und wurde 1881 promoviert. Danach war er 1881/82 Assistent am Pharmazeutischen Institut. Anschließend war er Handelschemiker in Stockholm.
1881 gelang ihm in Bunsens Labor die Reindarstellung von Cäsium. Das geschah im Rahmen seiner Dissertation. Cäsium war 1860 von Bunsen und Kirchhoff in der Spektralanalyse entdeckt worden (ebenso wie 1861 Rubidium, das sie auch mit Elektrolyse isolierten). Den Anstoß zu Setterbergs Arbeit gab sein Bonner Professor August Kekulé. In Bunsens Labor gab es aus den 1850er-Jahren große Abfallbestände aus den Arbeiten zur Isolierung von Lithium aus Lepidolith. Daraus gewann Setterberg eine Mischung von Kaliumaluminiumsulfat und Alaunen von Rubidium und Caesium. Darauf wandte er die Methode der fraktionierten Kristallisation an und konnte so aus 350 kg Alaunen 10 kg Caesium-Verbindungen isolieren. Zunächst versuchte er eine Reduktion von Caesiumtartrat mit Kohlenstoff (womit Bunsen bei Rubidium erfolgreich gewesen war), hatte damit aber keinen Erfolg. Danach gelang ihm die Isolierung von Caesium über die Elektrolyse von Caesiumcyanid. Setterberg bestimmte den Schmelzpunkt von Caesium zu 26 bis 27 Grad und die Dichte.